# ラジアータパイン
ラジアータパイン (Pinus radiata) はマツ科マツ属の樹木である。

## 名前と分類
マツ科マツ属、いわゆるマツ（松）の仲間の一種。以下の2変種が認められている。
- Pinus radiata var. radiata (基変種)
- P. radiata var. bianta

基変種 Pinus radiata var. radiata について産地別に枝、針葉や球果を多数集めたところ、Cambria の個体群は変種とまではいかないものの他の2つの生息地と違う傾向が見られた。オーストラリアの研究ではこれらの形態・表現型的な違いに加えて遅い成長率、季節ごとの成長に違いが見出されており、おそらく遺伝子的に他の個体群と異なるとされている。近年の研究では各生息地間に僅かな遺伝子的な差異が認められた。そのほとんどは生息地に固有のものだという。
本種とPinus attenuata やビショップマツ (Pinus muricata) との間で大きく遺伝子移入があるという証拠はないが、雑種の出現は地域的にしか見られない。
学名Pinus radiata の種小名 radiata は英語のradial(放射状) に由来し、毬果の鱗片の特徴に基づいて名付けられた。英名として一般的な Montrey Pine は本種が広く分布するカリフォルニア州の半島の名前に由来する。他の名前としてはスペイン語風の pino insignis や 種小名 radiata からRadiata pineと呼ばれることも多い。種小名由来の名称は世界的によく使われる。
日本でもMonterey Pineを直訳したモントレーマツが標準和名として与えられているが、種小名に由来するラジアタマツ、ラジアータマツ、ラジアータパインなどと呼ばれることも多い。ラディアタと表記されることもある。木材の輸入先として大きなニュージーランドやチリを頭に付けたニュージーランドマツやチリーマツという表記も木材・建築業界など、一部で使われているようである。

## 分布
基変種、変種ともに自生地は非常に限られている。 基変種はアメリカ合衆国西部カリフォルニア州セントラルコースト (Central coast) の互いに隔絶した3地点、サンマテオ郡 (San Mateo), サンタクルーズ郡 (Santa Cruz), サンルイスオビスポ郡 (San Luis Obispo) で確認されている。この3地点の中で最も北にある場所はAno Nuevoの東側である。同様に真ん中の場所はMonterey や Carmel から約50 km南に行ったところである。一番南の場所は Pico Creek Cambria 地域から約100 km離れている。一番北の場所から一番南の場所までは約200 km離れている。いずれの場所でも海岸に比較的近い場所に生えており、海岸から10 km以上離れた内陸に場所に生えていることはほとんどない。本項では以下、これらカリフォルニアの3地点について近隣の名前をとり、Ano Nuevo（最も北の地点）、Monterey（真ん中の地点）、Cambria（最も南の地点）と記す。
変種 P. radiata var. bianta はグアダルーペ島 (英語: Guadalupe island、スペイン語: Isla Guadalupe) とセドロス島 (英語：Cedros Island、スペイン語: Isla Cedros) に分布していることが確認されている。これらの島は基変種の分布する南限カリフォルニア州 Cambria からそれぞれ約750 km、約900 kmも離れた太平洋上の小島である。
本種の生育する地域の気候は太平洋を流れる寒流 (カリフォルニア海流)の影響を強く受けており、湿度が高く、気温は低く、夏には霧が発生する。生息地の一つカリフォルニア州 Monterey の湿度が最低になるのは7月であるが、その時でも平均で60-70%であり湿度は高い。霧は年間の1/3以上の日に発生する。
気温の変動は全体的に少ない。とは言っても細かく見れば……5℃から40℃まで幅がある。月平均気温で比べてみると、最も寒い月と最も暑い月で比べてみるとその差は約7℃であり、寒暖の差は少ないと言える。具体的には冬の平均気温が9℃から11℃、夏の平均気温が16℃から18℃である。成長期に当たる2月から6月の平均気温は11℃から16℃で、最高気温は17℃から24℃である。霜の降りない期間は年間約300日である。
年間降水量は約400 - 900 mmであり、年によって変動する。このうち、12月から3月までに300 - 500 mmの降水があるが、残りの時期は月平均50 mmにも満たない。特に7月と8月は雨が降らないことが多い。降水による水分が期待できない季節、樹木は海から内陸へと移動してきた霧を浴びることで、樹冠から水分を吸収している。モントレー半島 (Monterey Peninsula) の高所では霧を浴びることで一週間当たり15 mmの降水量に相当する水分を得ている。雪は原産地においては降らない。アメリカ本土の3か所の分布地を湿度の点で見るとAno Nuevoは最も降水量が多く、Monterey は最も霧が多い、Cambria は最も乾燥している。原産地付近での風は弱く、年間平均で2 m/s程度である。5月は最も風が強く、8月がもっとも弱い。
グアダルーペ島とセドロス島の気候は地中海性気候が色濃く出ており、アメリカ本土よりも雨は少なく気温の変動は極端である。どちらの島でも分布域は霧の影響が強く、マツは霧の切れ間で風上の斜面に生息することが多い。稀に水分の多い深い谷の斜面でも見られる。セドロス島ではマツが生育する場所は霧が最も頻繁に発生し、集中するような場所である。
原産地における分布域は狭いながらも、生育する土壌は変化に富んでいる。 Ano Nuevo では基岩(underlying rock)は頁岩ないしは海底由来の砂岩 (marine sandstone)である。Monterey においてはこれらに加えて花崗岩も含まれる。Cambria においては石灰岩、砂岩、チャート、粘板岩である。
アメリカ本土のAno Nuevo, Monterey, Cambriaの3か所の地質はいずれもよく似ている。大部分は砂っぽいロームでしばしば海に由来する堆積物である。マツにとって良い場所では有機物の厚い堆積が見られる。有機物の体積は8 - 15 cmの層となることが多く、内部には水や適度の栄養分を含む。このような土壌は斜面で見つかることが多く、水はけが良いのも特徴である。深さ50 - 85 cmのところには粘土層がある。粘土層は とても大切である。マツの根は一般的にこの層よりも下には伸びていかないが、根の多くはこの層を僅かに貫通する。このような根は根と菌類の共生の形態である菌根が形成されている。土壌は一般的に酸性を示し、土層の上部、もしくは粘土層内部は特に酸性が強くなることが多い。粘土の水はけの悪さと酸性の強さが相まって、菌根の形成に良い影響を与えると考えられている。
本種が好むのは一般的に丘のような地形か緩やかな斜面である。Santa Luica 山脈では例外的に標高300 mの場所に分布しているが、他の場所では海岸と険しい内陸の山岳地帯の間の緩やかな起伏である。アメリカ本土の分布域においてはどの地点でも北斜面に好んで分布することは共通している。他にAno Nuevoでは他のどの方位の斜面にも見られ、Montereyにおいては南向きの狭い谷で見られるが、分布の南限Cambriaでは北側の斜面以外には全く見られなくなる。メキシコの島嶼部ではゆるい所から急なところまで、傾斜の度合いにかかわらず斜面に見られる。標高はグアダルーペ島で300 - 1100 m、セドロス島で270 - 650 mぐらいである。
分布を制限するものは各地で異なる。Ano Nuevoにおいては海岸に近い場所の浅い土壌が分布を制限する要因と見られる。Montereyにおいては降水量の少なさに加えて、土壌の深さ・構造・粘土層の位置などが分布に影響している。Cambriaにおいては気候と土壌の関係上、高木が成立出来ずに草や低木に移行していくと考えられる。
化石の記録では、更新世後期には現在よりも広い範囲に分布していたことがうかがえる。この時代は氷期であり海岸線は今よりも後退していた。現在は海中となるような場所や現在は島となっているような場所、具体的にはTomales Bay, Littele Sur, Carpinteria, Rancho La Brea, and Santa Cruz Islandで化石が発見されている。
本種は天然分布が狭いだけでなく、アメリカでは林業用樹種としてもほとんど使われていない。1960年代の資料によれば、アメリカ本土における分布面積は推定で4,900 haから6,500 ha程度であるとみられている。しかし、その後の変動、特に増加が顕著であるためにこの値は今では当てにならない。たとえば、Ano Nuevo近郊では1970年代に95ha増加している。これは植林したことによっての増加である。しかし、そのような増加を含めても、メキシコの島を合わせた全ての面積は8,000 haに満たないとみられている。
しかし、世界に目を向けると最も植林されているマツという面白い特徴を持つ。生長の早さ、質の良いパルプが取れるのみでなく、木材としても十分使える品質が評価されてオーストラリア、ニュージーランド、スペインなどでは外来樹種としては最も植えられている。アルゼンチン、チリ、ウルグアイ、ケニアと南アフリカにおいても主要な扱いを受けている。これらの国では自国で使うばかりでなく、輸出して外貨を獲得することも行われるし、天然林の伐採を減らすことも期待されている。ただし、日本では植えられていることは稀である。公園や植物園で生体を見かけることはほとんどない。
逃げ出した個体が野生化し問題を引き起こしている例も知られている。ニュージーランドでは本種およびコントルタマツ (Pinus contorta)、ベイマツ (Pseudotsuga menzeisii)を中心とした外来樹木の野生化が問題になっている。これら外来種の野生化は生物多様性、主要産業でもある牧畜、土地の価値に悪影響をもたらすことなどが懸念されており、行政機関やボランティアによる抜き取り・枯殺処理が行われている。

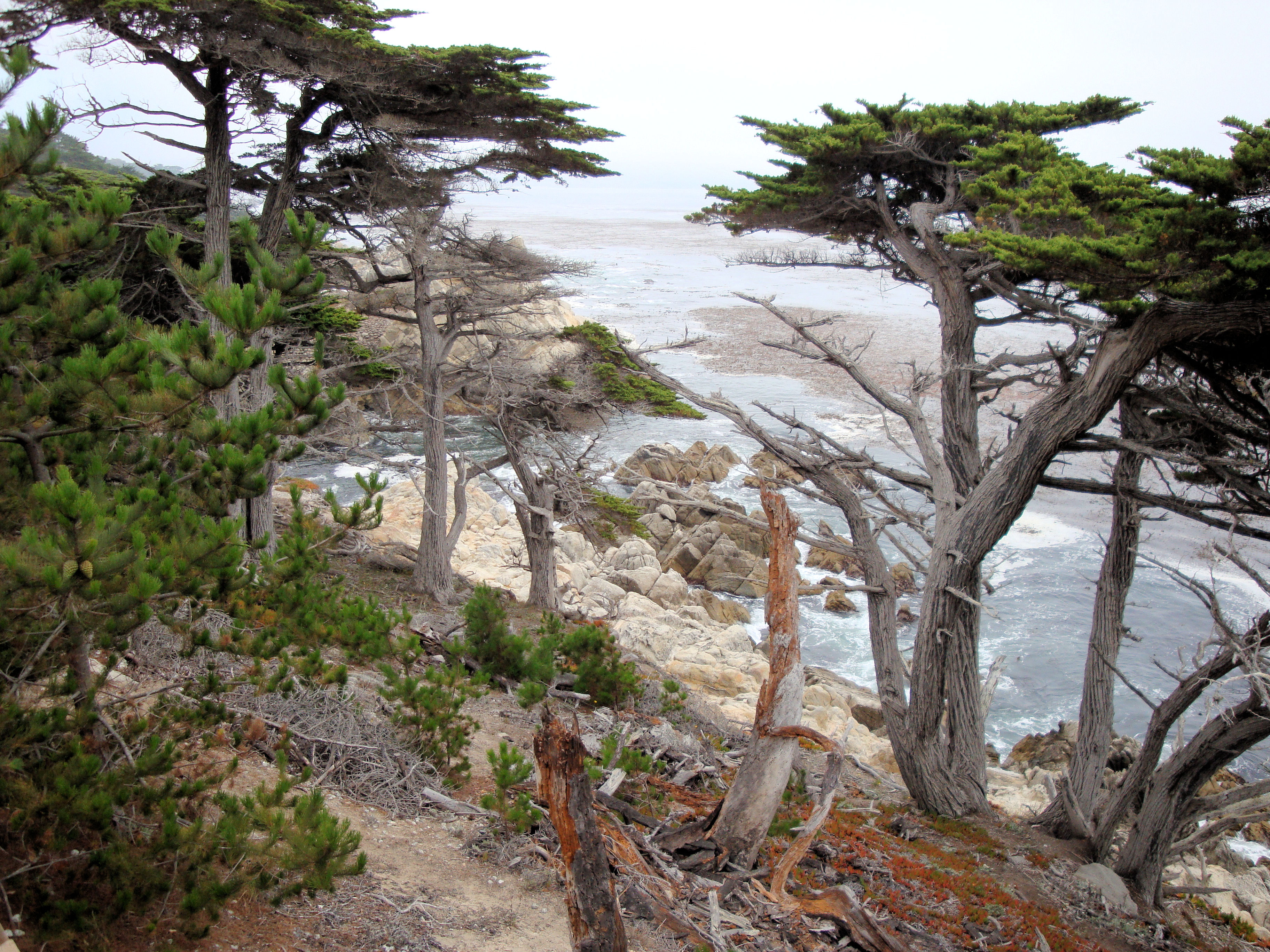
海岸沿い
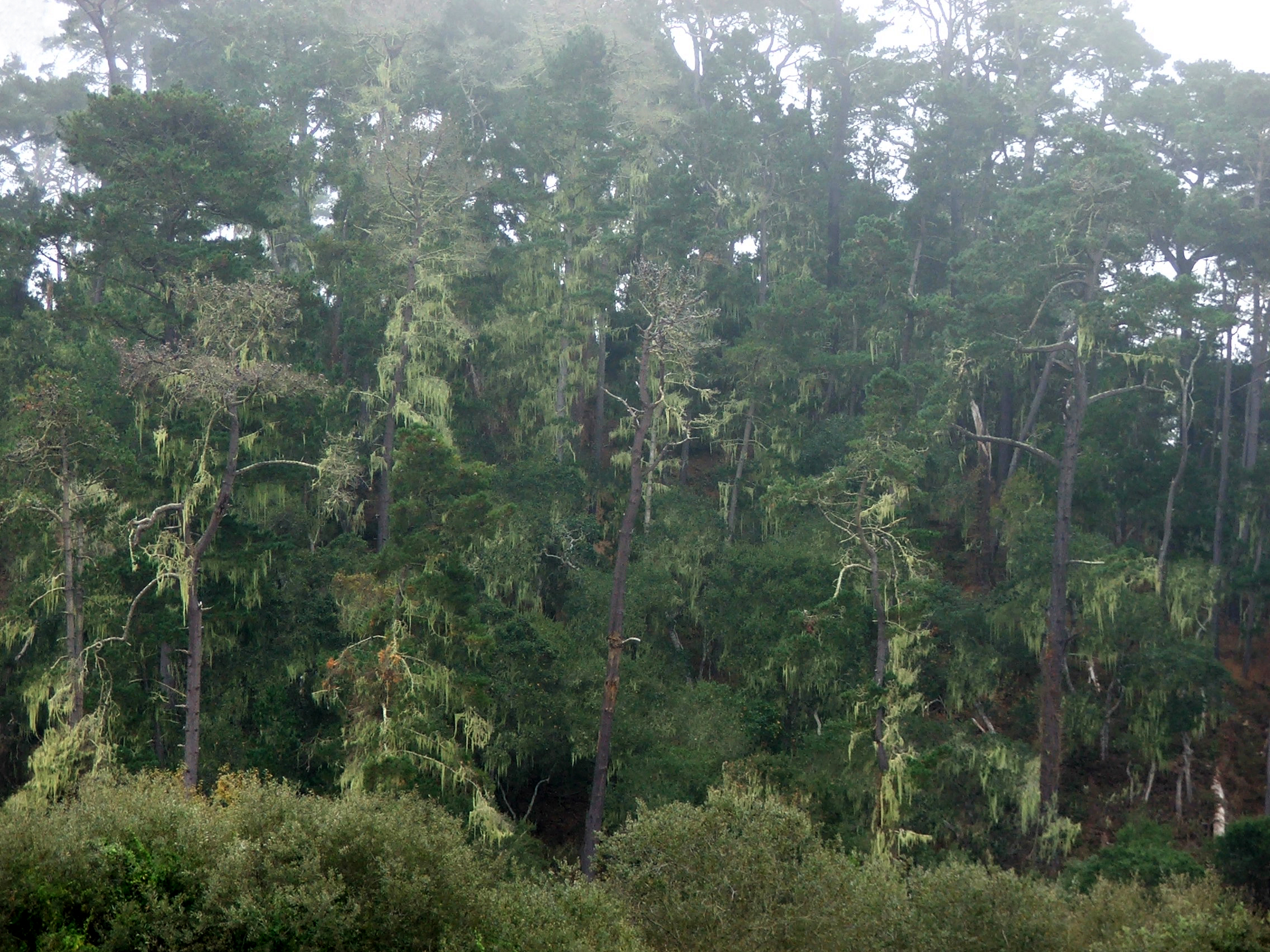
霧が立ちこめる場所
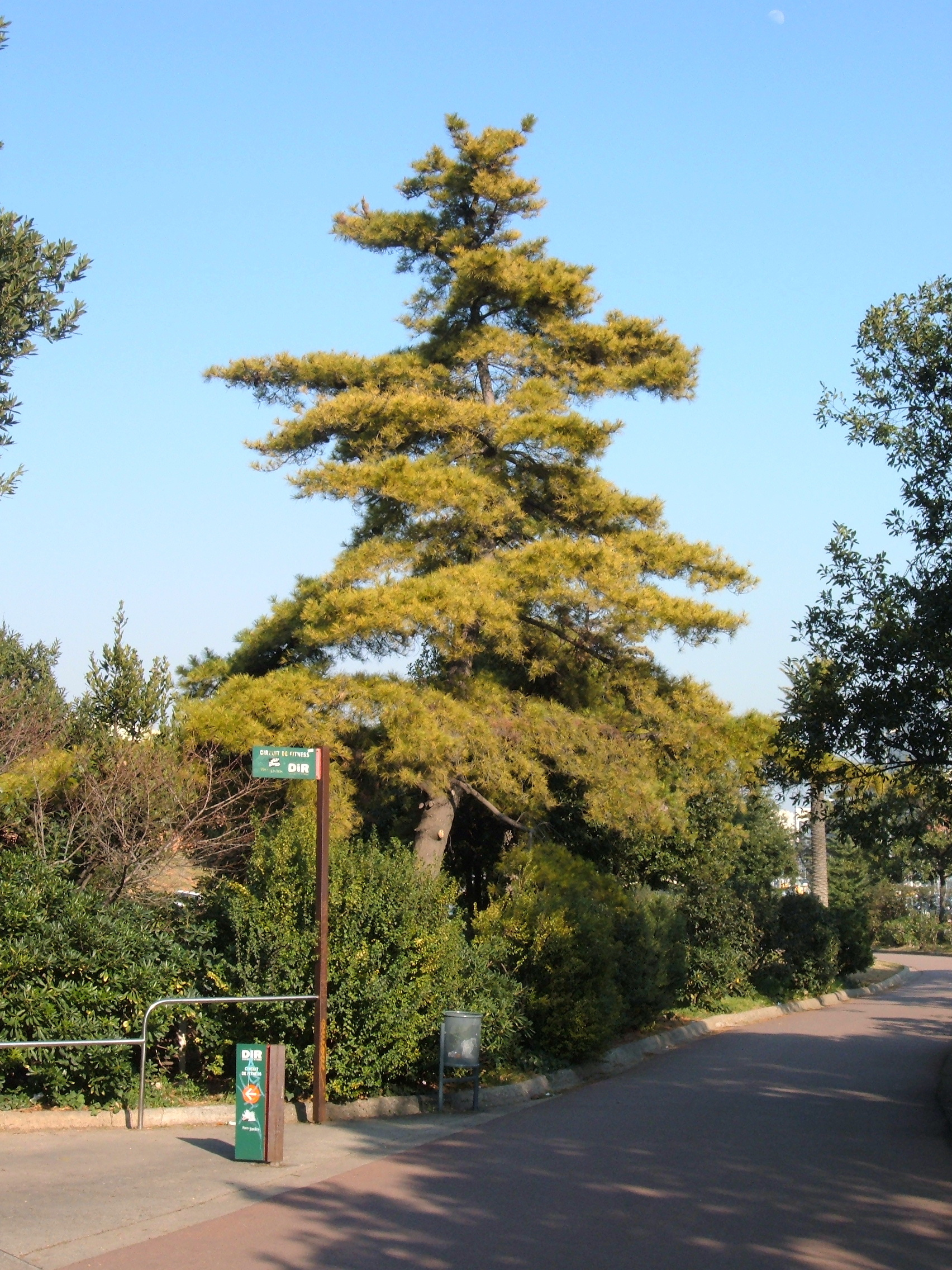
スペインの公園にて
NZで野生化が問題になっている地域

## 形態
樹高は10 - 40 m程度であり産地や条件で変動するが、基変種 radiata の場合は大抵は20 - 30 m程度、小さいと10 m、大きいと40 m近くになる。樹高の高い個体は小さな渓谷で見つかることが多い。胸高直径は大きく変動し条件の良い場所では60 cmを超える。120 cmを超える巨大なものも稀に見られる。グアダルーペ島において最も高い個体は樹高33 m、胸高直径が最も太いものは211 cmの記録がある。セドロス島では最も高い個体は樹高32 m、胸高直径が大きいのは77 cmであった。
枝は被圧されると枯れてしまうものの、幹から離れにくいために枯れ枝を多く付けたままとなる。密集地では枝を出しにくく、枝の無い綺麗な幹になる。成木の樹皮は鱗状に大きく裂ける。
針葉は基変種では8 - 15 cmのもの3本が束生するが、変種 bianta では2枚が束生する。
樹冠の発達は樹齢と空間に関係がある。混んでいる場所では小さな樹冠を付ける。旺盛に生長している個体では樹冠が平坦で歪になった後も、樹齢35年から45年程度まで成長を続ける。胸高直径が30 - 45 cmの個体では幅5、6 mの樹冠になるが、混んでいる場所ではもっと小さくなる。胸高直径75 cmの個体の樹冠は幅9 - 12 mであった。30 mを超すような巨木であっても生きている枝を付けている部分の幅は樹高の1/3から1/6しかない。

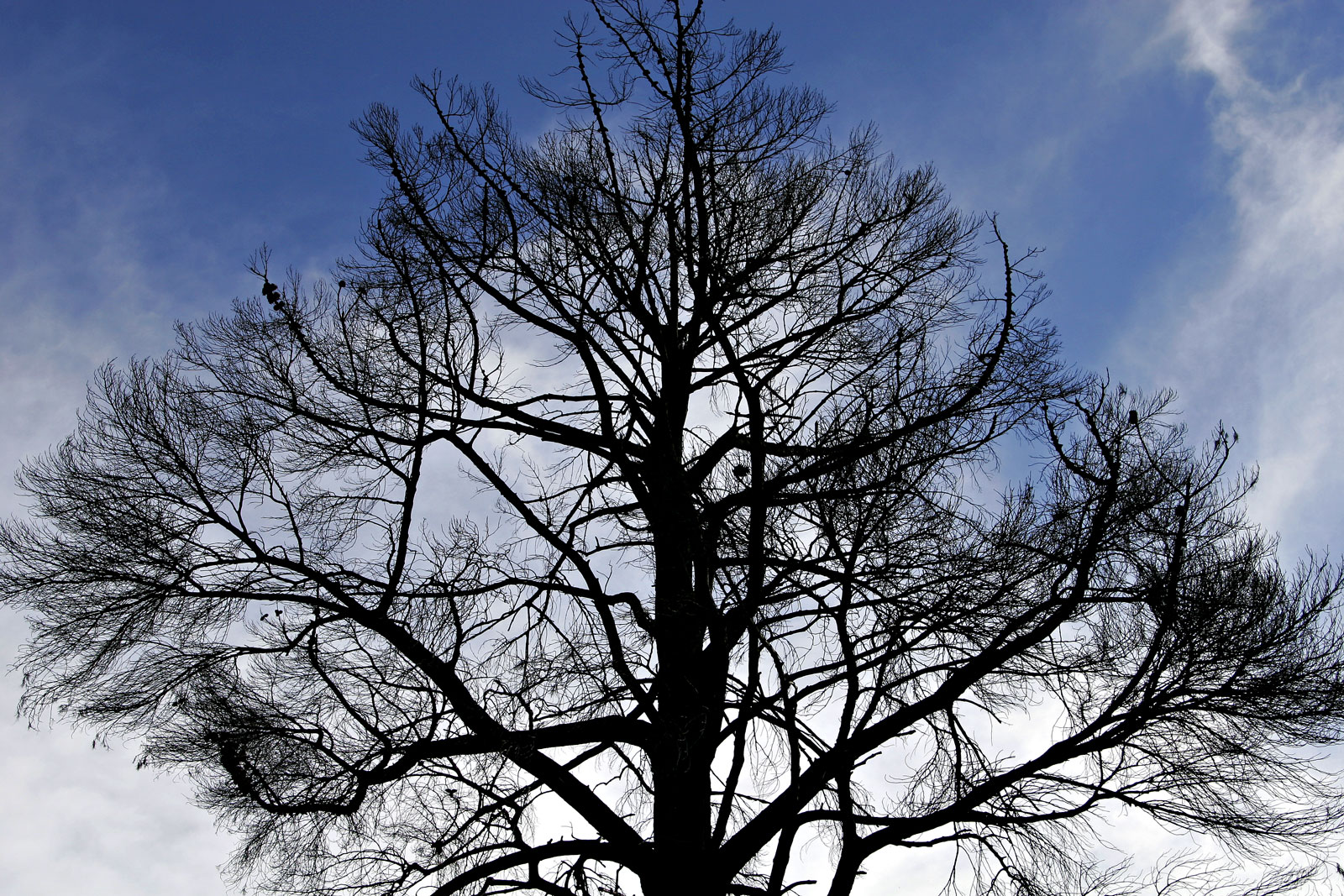
樹形。火災による枯死木。オーストラリアの人工林にて
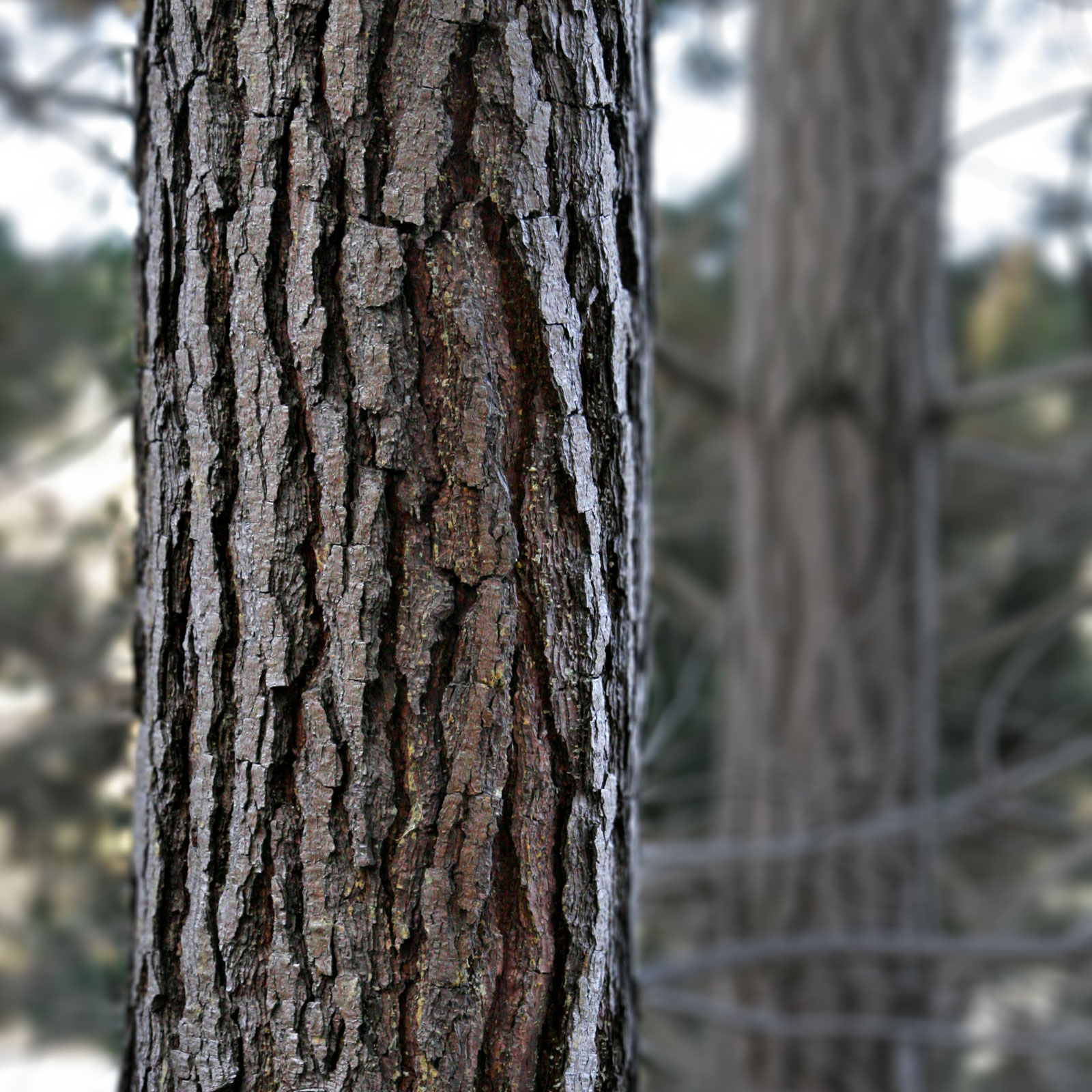
樹皮
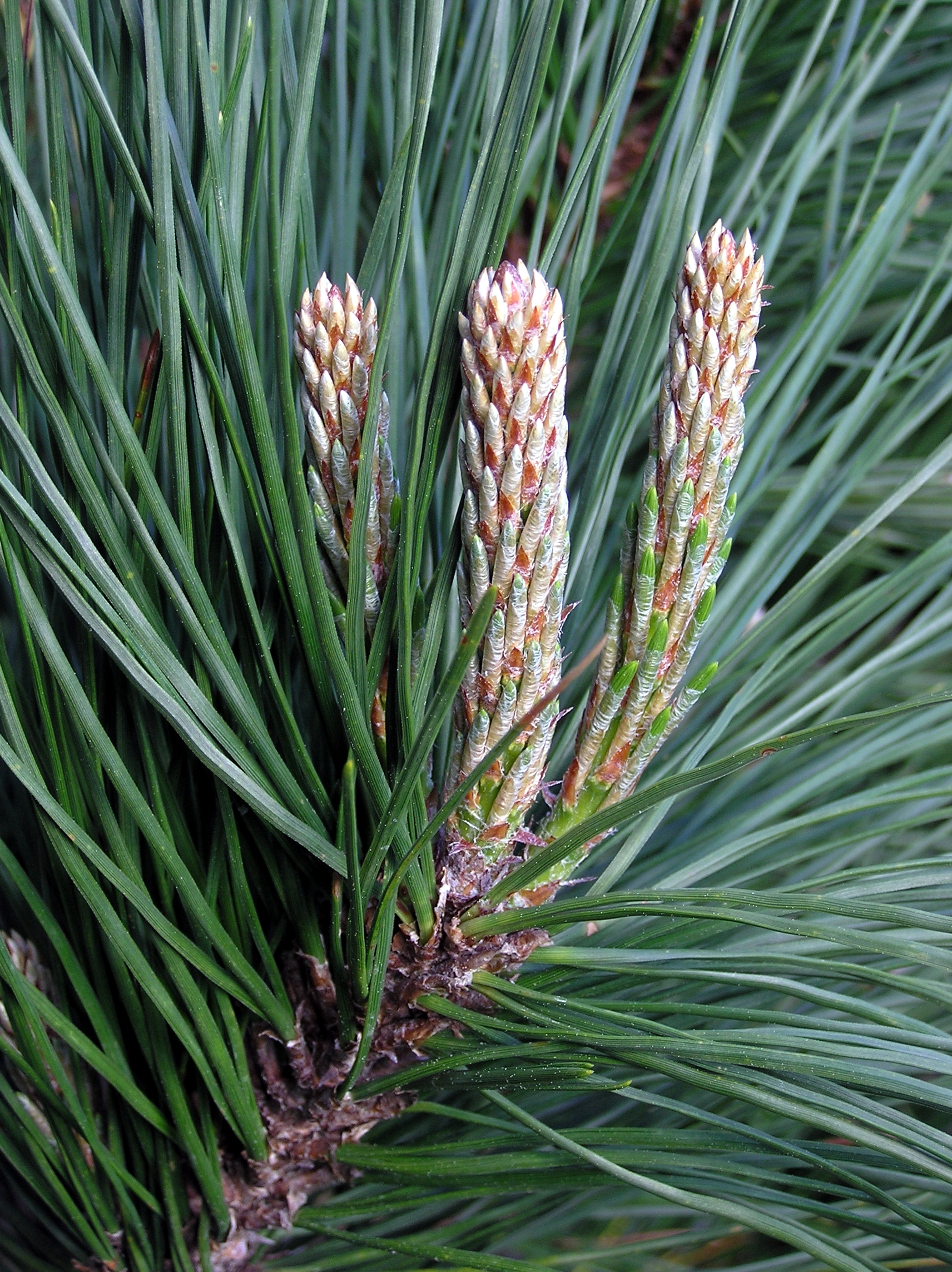
葉は三針葉
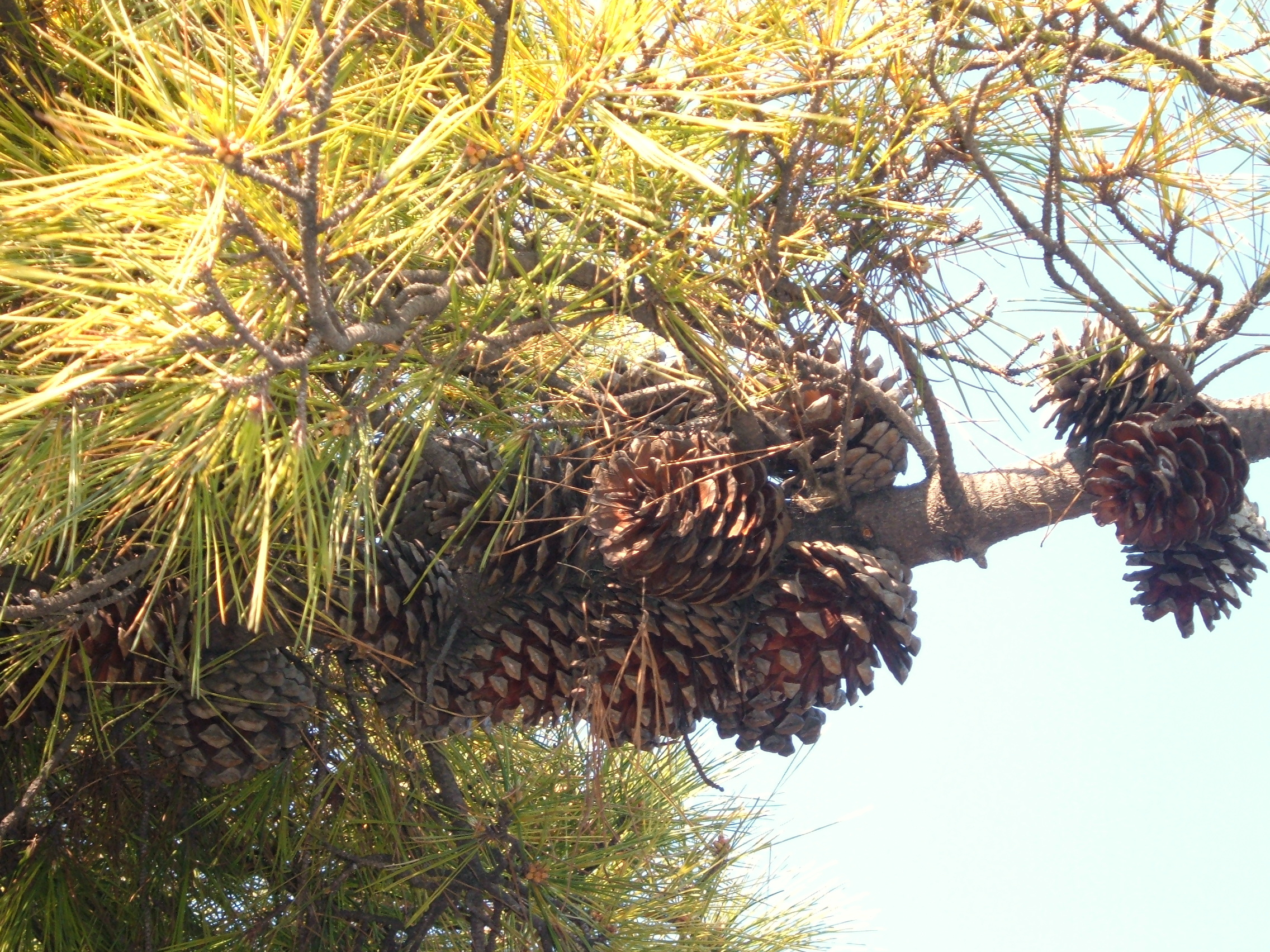
鈴なりの球果
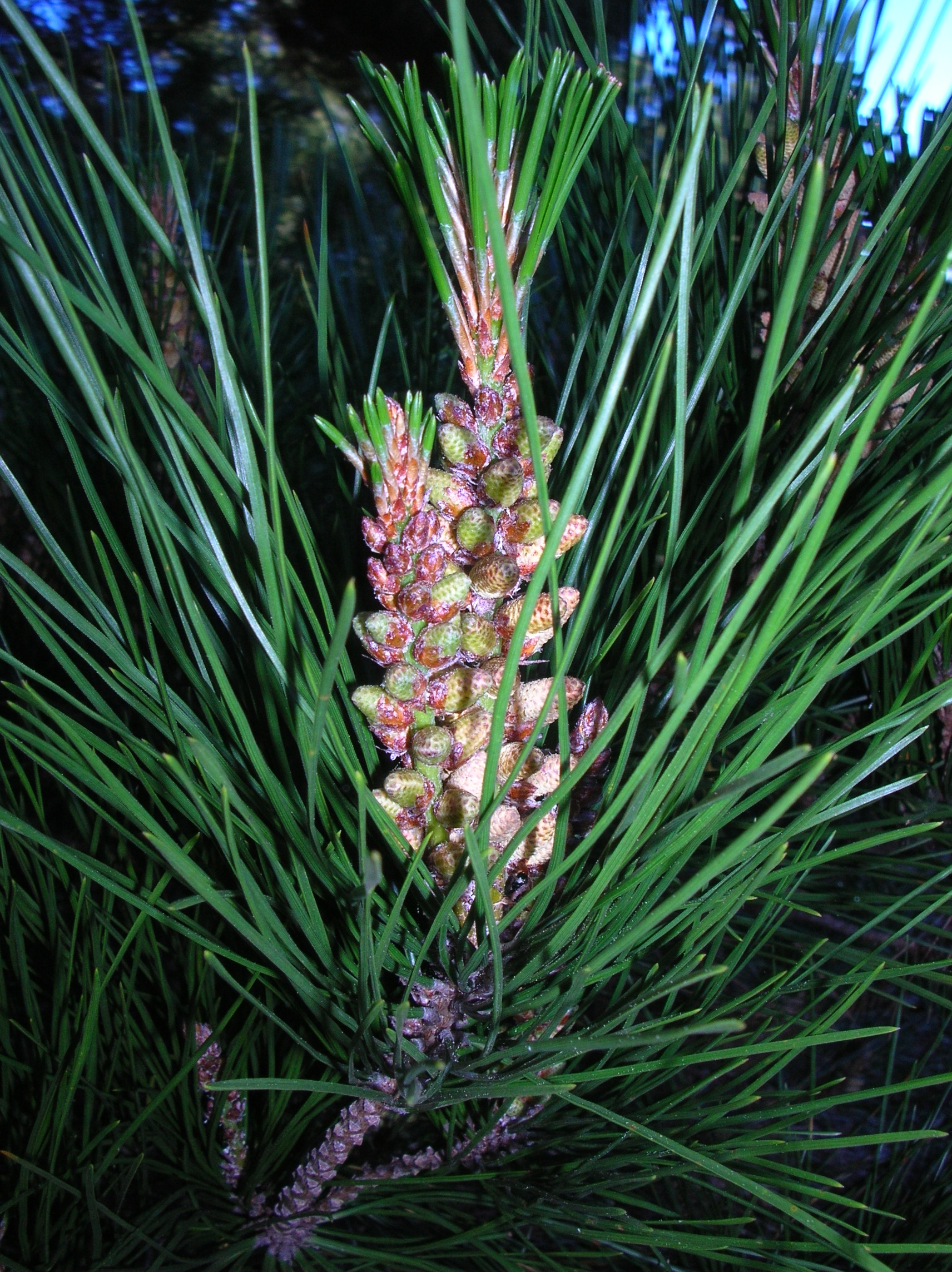
雄花
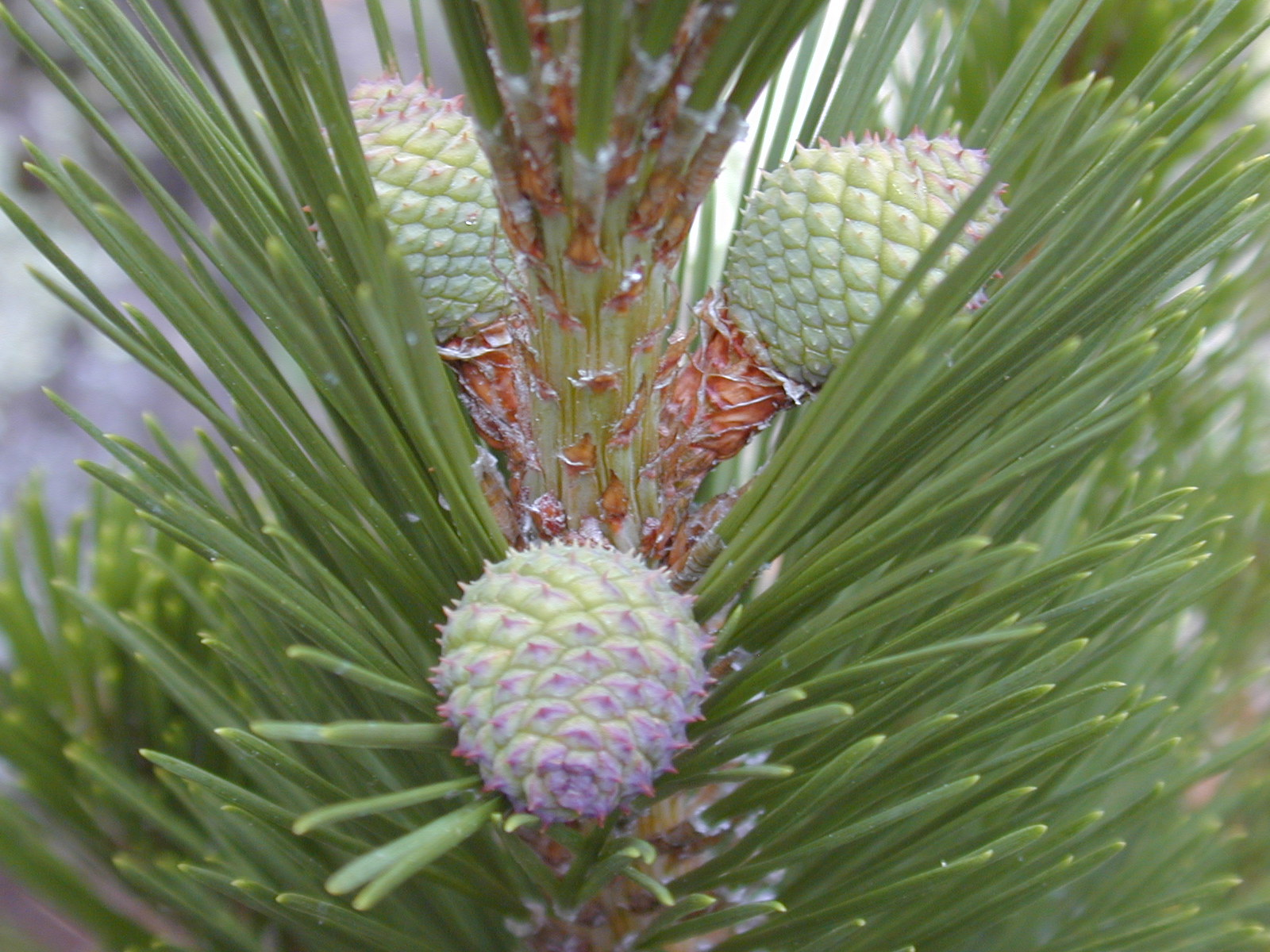
若い球果。棘が目立つ

## 生活環
原産地においては晩冬から早春に開花する。本種は他のマツ同様に雌雄同株であり、1つの株が雄蕊のみを持つ雄花、雌蕊のみを持つ雌花の2種類の花をつける。たくさんの雄花が枝の脇に、雌花は枝の先端部に形成されるが、雌花はまれに2年生の枝にも形成されることが見られる。
性成熟するのは樹齢が5年生から10年生の時期であるが、たとえ開けた条件の良い場所で育てても実際には15年生から20年生になるまで実をつけない。密集した場所ではさらに遅くなる。球果が熟すのは2年目の秋で、翌年の早春の暖かい日に鱗片を開き中の種子を散布する。熟した球果は明るい茶色で長さは8 - 18 cm、中に入っている種子は楕円形で艶のある黒色で小さく平均2 cmである。Cambria産の個体は最も大きな球果と種を付け、Monterey産のそれらは最も小さい。1つの球果には120粒から200粒の種子がはいっている。
球果は熟しても枝からは落ちにくく、長期間枝に付着したままで開閉を繰り返す。他のマツ同様、暖かく乾燥していると開いて中の種子を散布する。熱と乾燥を同時にもたらす火災が起こると、多数の球果が開き、中に入っていた多数の種子が散布される。

更新するに当たり最高の条件は火災の発生である。熱と乾燥によって最大限の数の球果が開き、しかも競合する植生は一時的とはいえ壊滅し、最高の発芽床になる。だから火災の跡地にはとんでもない数の実生が生えてくることがある。火災跡地の森林において、1 haあたり120万本から240万本もの実生が見られたという。
発芽では 子葉は地上に出てくる(epigeal) 。子葉は5枚から6枚で針葉状。数カ月後には2回目の葉が生えそろうが、3年生になるまでこの2回目の葉以降を出さない。根系は多くの苗で細い直根 (taproot) が発達し、直下の地中へと延びている。実生の成長に最高なのは日差しを遮るものが何もないことである。だから伐採跡地、火災跡地は実生の発芽と速い成長に都合が良い。林地残材 (slash)がたくさんあるところでは実生の密度は下がるが、逆に少しあるぐらいならば乾燥を防ぎ実生の定着に有効である。
発芽したばかりの実生はとても速く成長する。1年目の成長期を終えた実生は高さが30 - 50 cmに達するのが一般的である。枝の成長は2月には始まり、9月まで続く。競合する針葉樹と比べた場合。地温が低くても生長を始める傾向があるという。土壌中の水分の欠乏が秋の成長を止める。生長の終わりは個体によって、年によって異なる。5年生の苗木は胸高直径6 cm、樹高6 mまで成長する。このころには根を垂直に伸ばすよりも横に伸ばすようになる。
実生の根は地温15℃のときに最もよく成長する。これは他のマツと比べると約5℃低い。本種の水ポテンシャルは-1.5 MPaまで下がるが、これは気孔の開閉だけでは達成できない数値である。同様の現象がポンデローサマツ (Pinus ponderosa) やコントルタマツ (P. contorta) でも観察されている。
苗木の伸長生長は条件の悪い所では15年生ぐらいから低下するが、条件の良い所では50年生ぐらいまで続くという寿命は比較的短い。大きさは80年生から100年生程度で最大になることが多く、150年生を超す個体は少ないという。

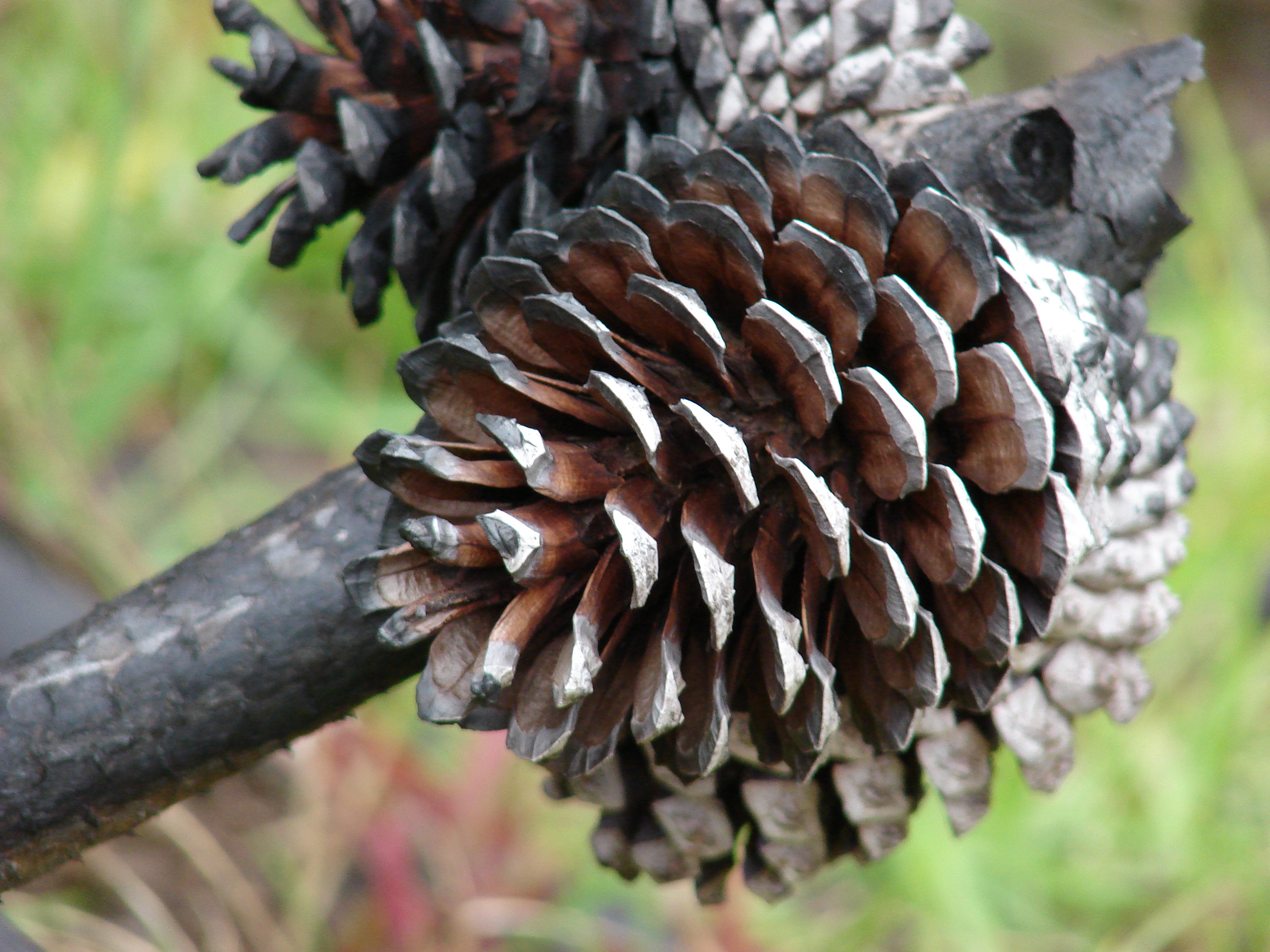
焦げて開いた球果
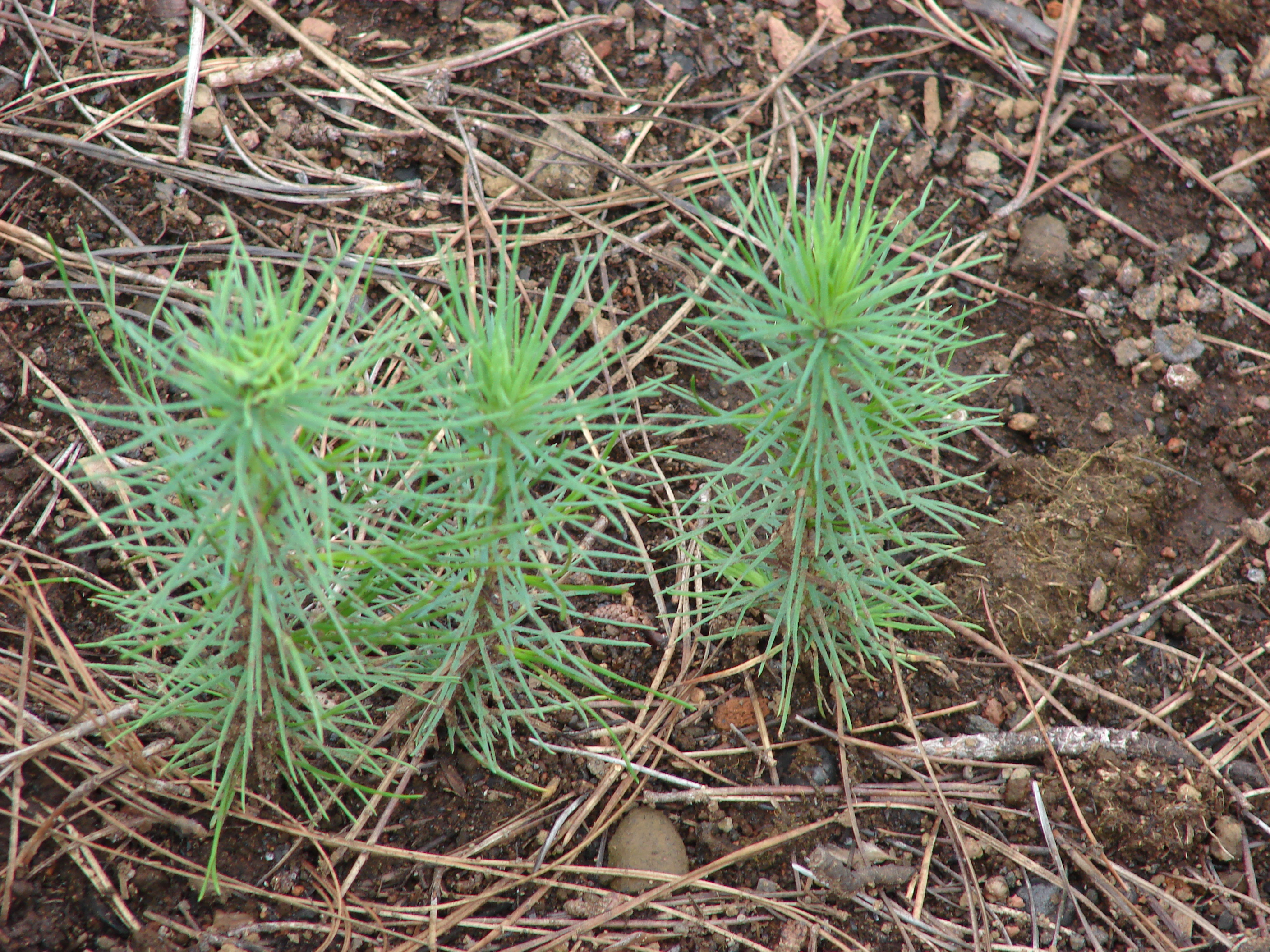
実生
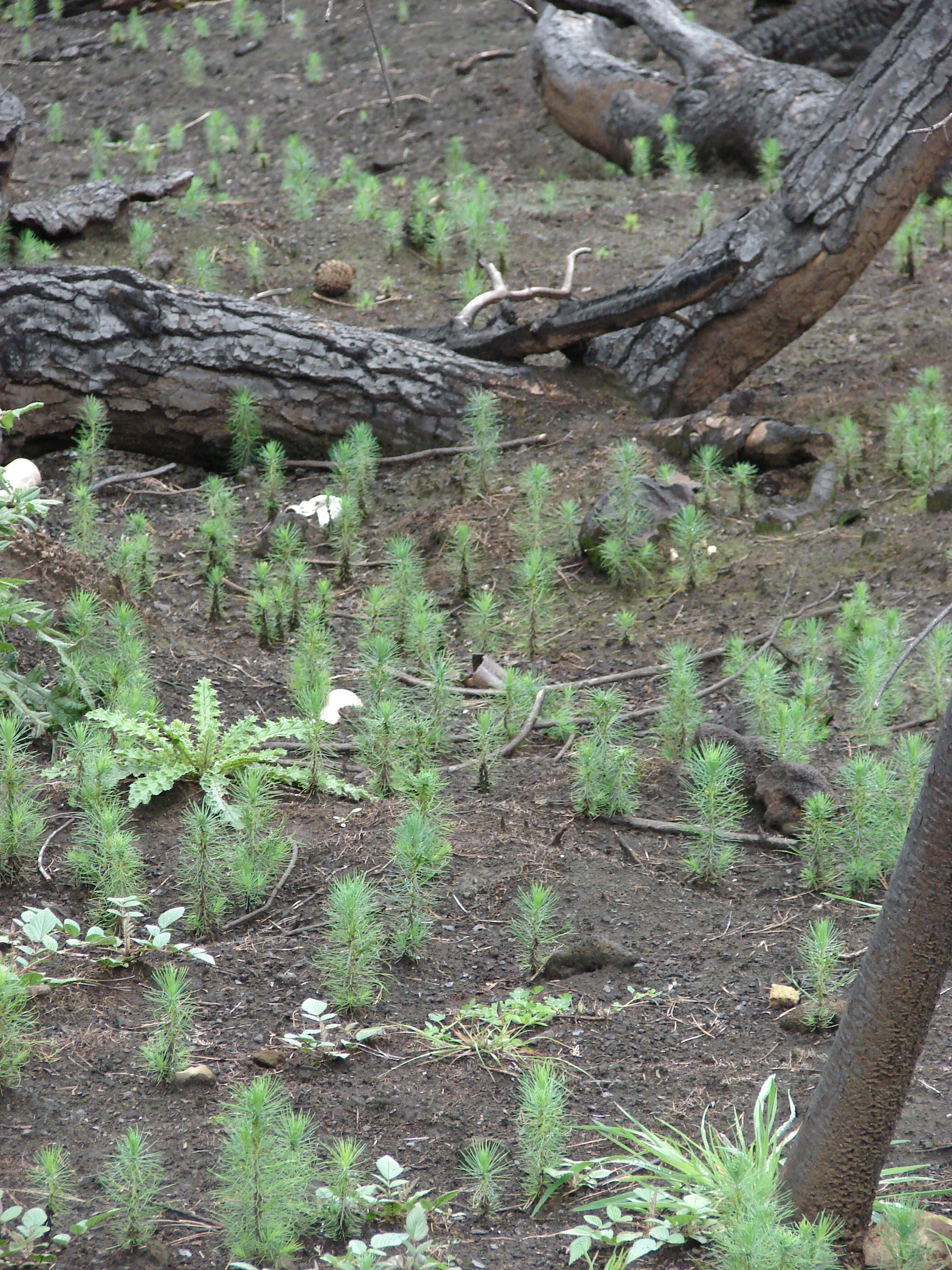
火災後の森林。たくさんの実生が見える

## 生態

### 他の植物との関係
Ano Nuevoにおいて混生し、上層を構成する樹種には以下のようなものがある。ベイマツ (Pseudotsuga menzeisii)、セコイア (Sequoia semeperviens), ポンデローサマツ(Pinus ponderosa), P. attenuata, Quercus agrifolia, Arbutus menziesiiなど。
島嶼部での混生する植生はとても貧弱である。グアダルーペ島においてはナラの一種Quercus tomentella、Eryghea edullsや草本と混生する。セドロス島においてはビショップマツ (Pinus muricata)、Yucca spp. やOputia spp. と混生する。
本種は上層木にもなり、下層木にもなることがあることから、中程度の耐陰性を持つとの評価である。耐陰性は樹齢とともに変化し、稚樹の時は高いが生長するにつれて低くなっていくという。
本種にはヤドリギの一種 Arceuthobium occidentale が寄生することがある。樹齢は関係無いようであるが、Ano Nuevoでは見られないという。
火災が無い場合は本種よりも高く成長し、より長寿な植物、たとえばベイマツ (Pseudotsuga menzeisii、ダグラス・ファーとも)が優勢になると見られている。カリフォルニアにおいては本種の同齢林が見られることが多いが、これは火災跡地に再生してきたことを示している。
ニュージーランドにおける外来針葉樹の野生化問題では高木であるこれらの樹種が、低木や草本を被圧して悪影響をもたらすことが懸念されている。

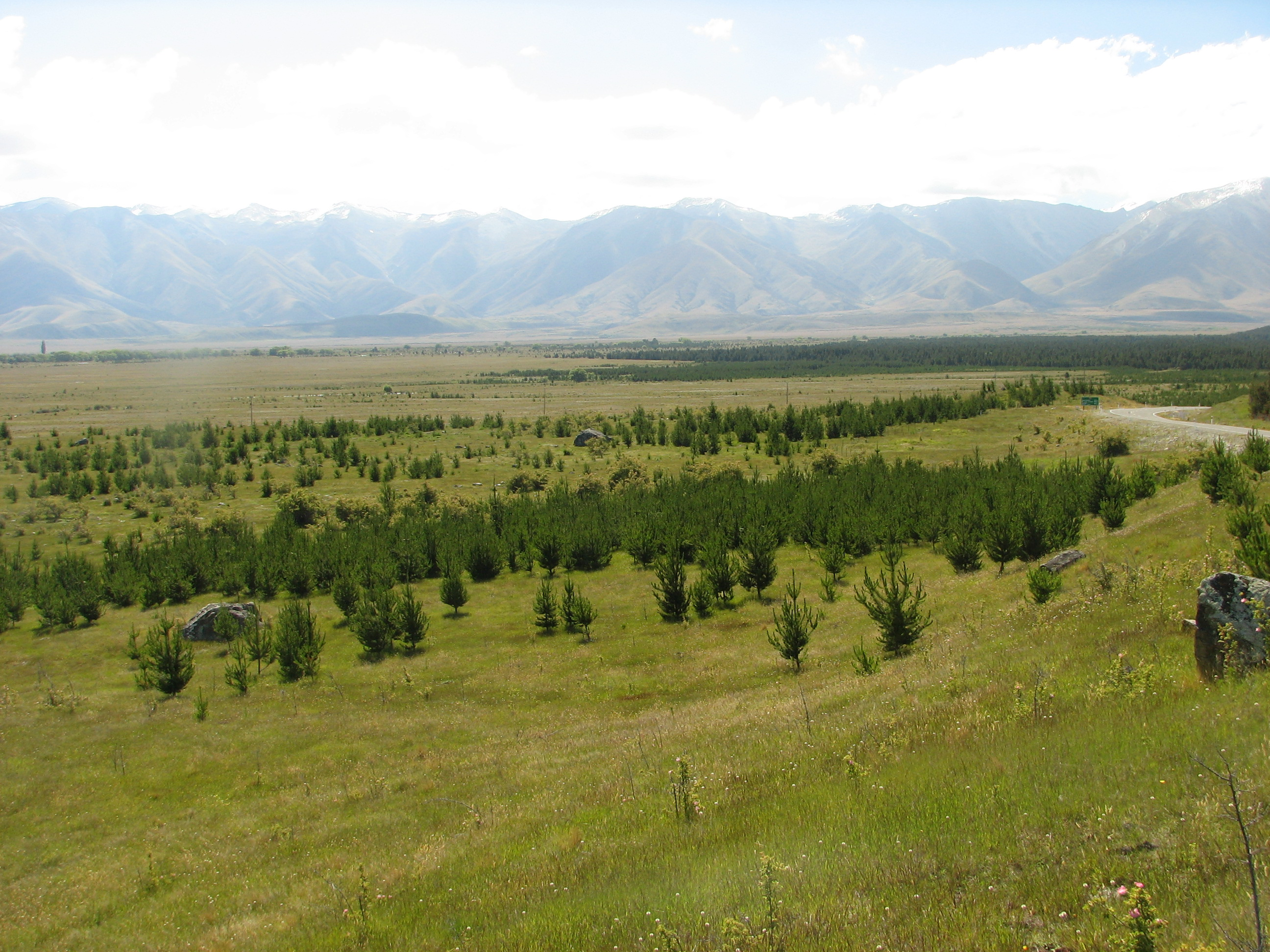
NZの草原に侵入した外来針葉樹

### 動物との関係
何種類もの昆虫がマツの色々な部位を餌として利用している。葉を食べるものは44属56種に上るという。ゾウムシやキクイムシの仲間は形成層を食べるために若い個体では枯死に結びつくことがある。
ユーラシア地域を原産とするノクチリオキバチ (Sirex noctilio) は産卵時に卵と共にある種の菌類をマツに注入する。幼虫はマツの材だけでなく菌類も同時に食べて育つ。原産地のマツはこの菌類に抵抗性があるが、アメリカ大陸原産の本種は感受性が高く寄生されると、導水障害を起こして枯れてしまうことも多い。キバチはオセアニアや南米などにも侵入し、特にオーストラリアの植林地では1950年代の一時期壊滅的な被害を出したところもある。キバチは北米大陸にも侵入が確認されており、本種以外にも抵抗力のないマツが多いアメリカではその拡大が危惧されている。
ある種の鳥類と小型哺乳類の中には本種の種子に大きく依存して生活しているものも知られている。アメリカカケス (Aphelocoma californica)、ステラーカケス (Cyanocitta stelleri)などは特に顕著である。小型哺乳類で大事なのはシカシロアシネズミ (Peromyscus maniculatus)、シマリス類やジリス類 (ground squirrels)などが挙げられている。
グアダルーペ島においては野生化したヤギが実生や苗木を食べてしまうので、更新が進まずに絶滅寸前まで個体数が減少している。ヤギの駆除は2005年に完了したものの、成木の個体数が回復するには長い年月がかかるとみられている。
牧畜の盛んなニュージーランドでは本種の人工林内に家畜を放牧することもよく研究されている。林内放牧、 (Forest Farming、林間放牧) と呼ばれるアグロフォレストリーの一種である。

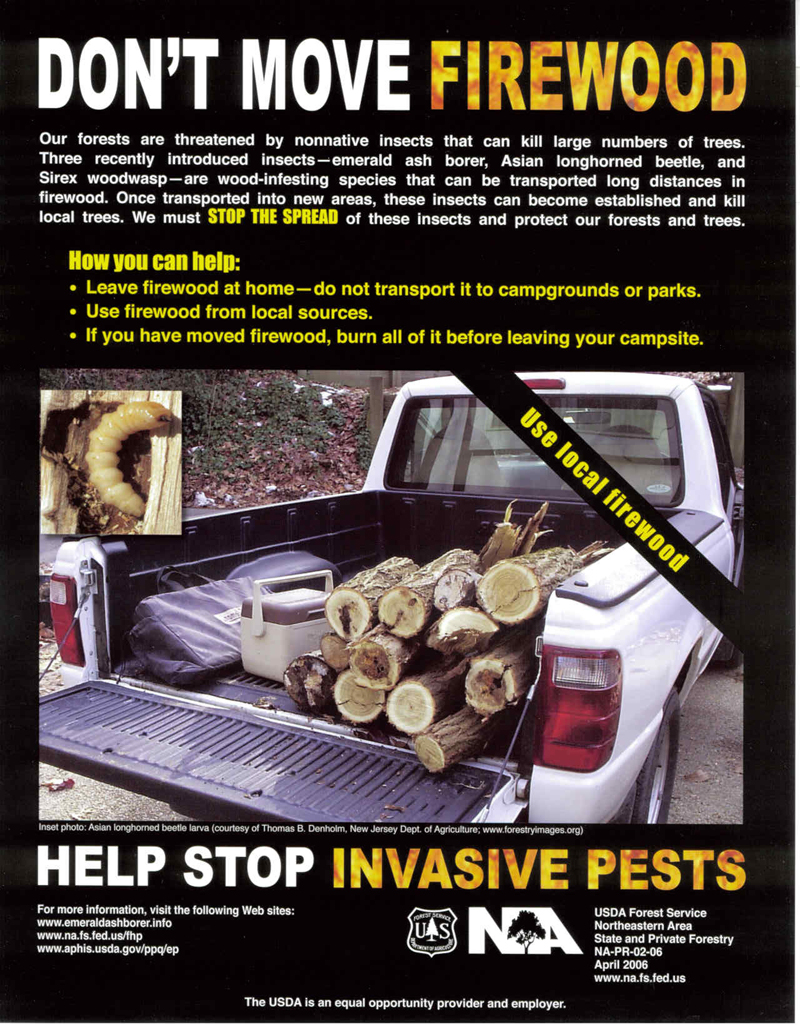
薪の移動を控えるように呼び掛けるポスター。アメリカ
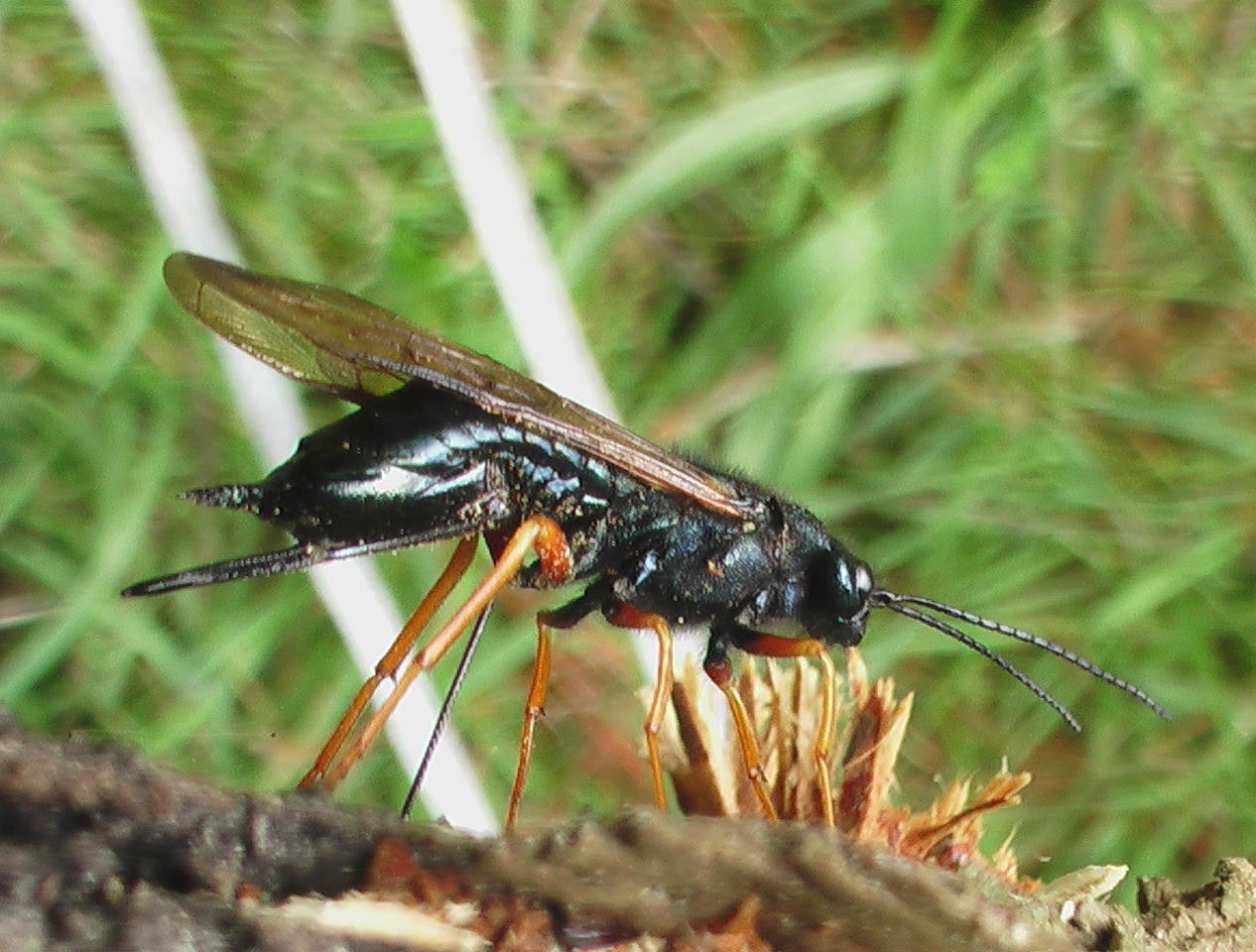
ノクチリオキバチの成虫。キバチは腰が太い原始的なハチである。

### 微生物との関係
他のマツ同様、根と菌類が共生して出来た菌根を形成し、相互に有益な関係を築いている。本種と菌根を形成する菌類は7種類とも、16種類以上とも言われている。いくつかある菌根菌の中でも特にショウロ (Rhizopogon rubescens)とホンショウロ (R. luteolus)はマツの伸長成長、マツへの栄養分供給能力において最も優れているという。
一方でマツに害を与える菌も多い。マツ類、トウヒ類、モミ類など各種針葉樹を侵し、欧米で大きな問題になっているマツノネクチタケ (Heterobasidion annosum) による被害は本種でも発生している。マツノネクチタケと並ぶ病原菌であるナラタケ類 (Armillaria spp.)によるならたけ病はナラ類と混生しているところでは被害があるものの、本種はあまり侵されないという。
カリフォルニアではフザリウムの一種Fusarium circinatumによるマツ類漏脂胴枯病（英名：Pine Pitch Canker）が大きな問題になっている。
マツ材線虫病（マツ枯れ）の原因となるマツノザイセンチュウ (Bursaphelenchus xylophilus) に対しての抵抗性については、感受性が高く枯死しやすいという報告と、かなり抵抗性があるという報告が混在している。

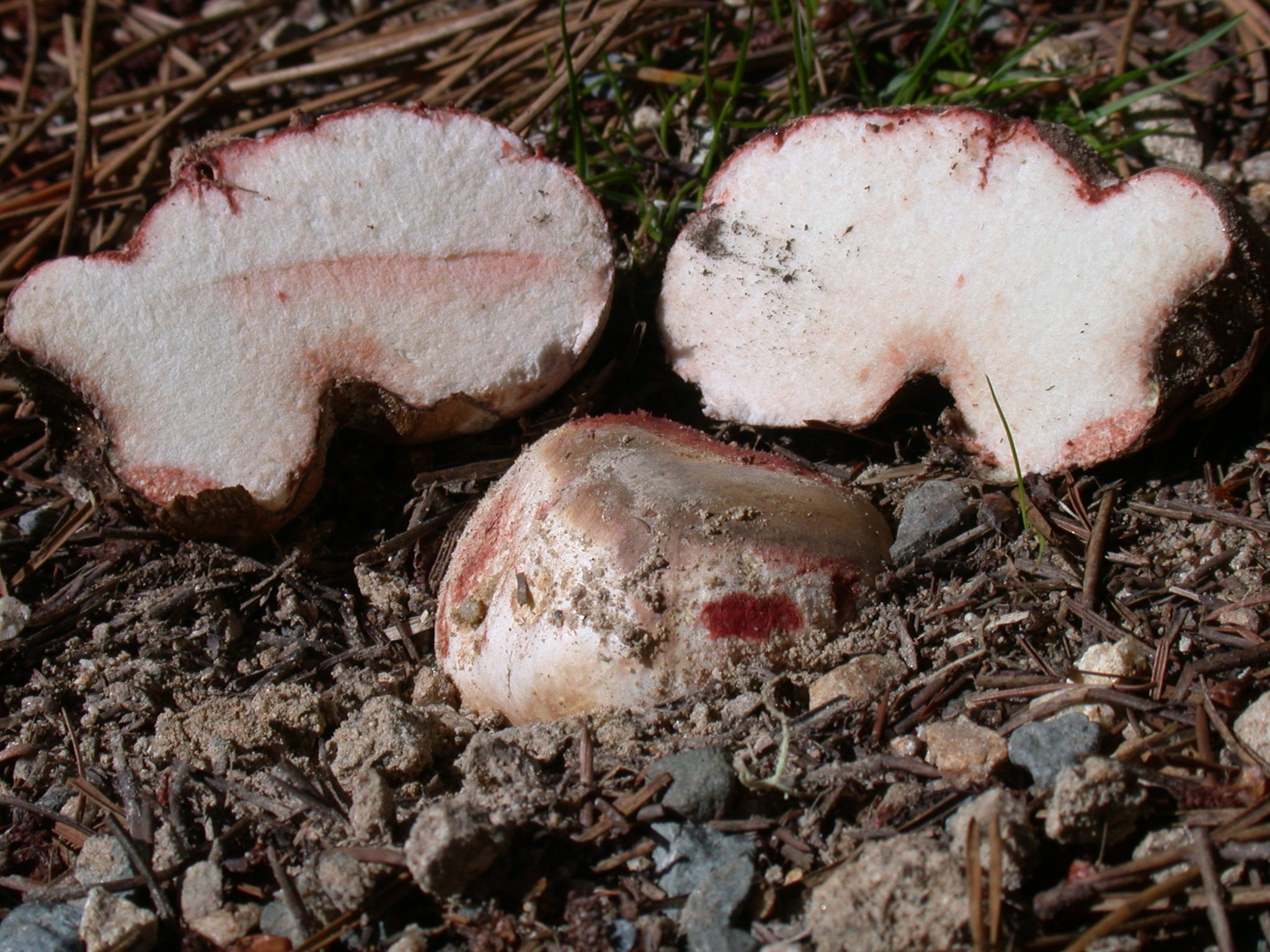
ショウロ
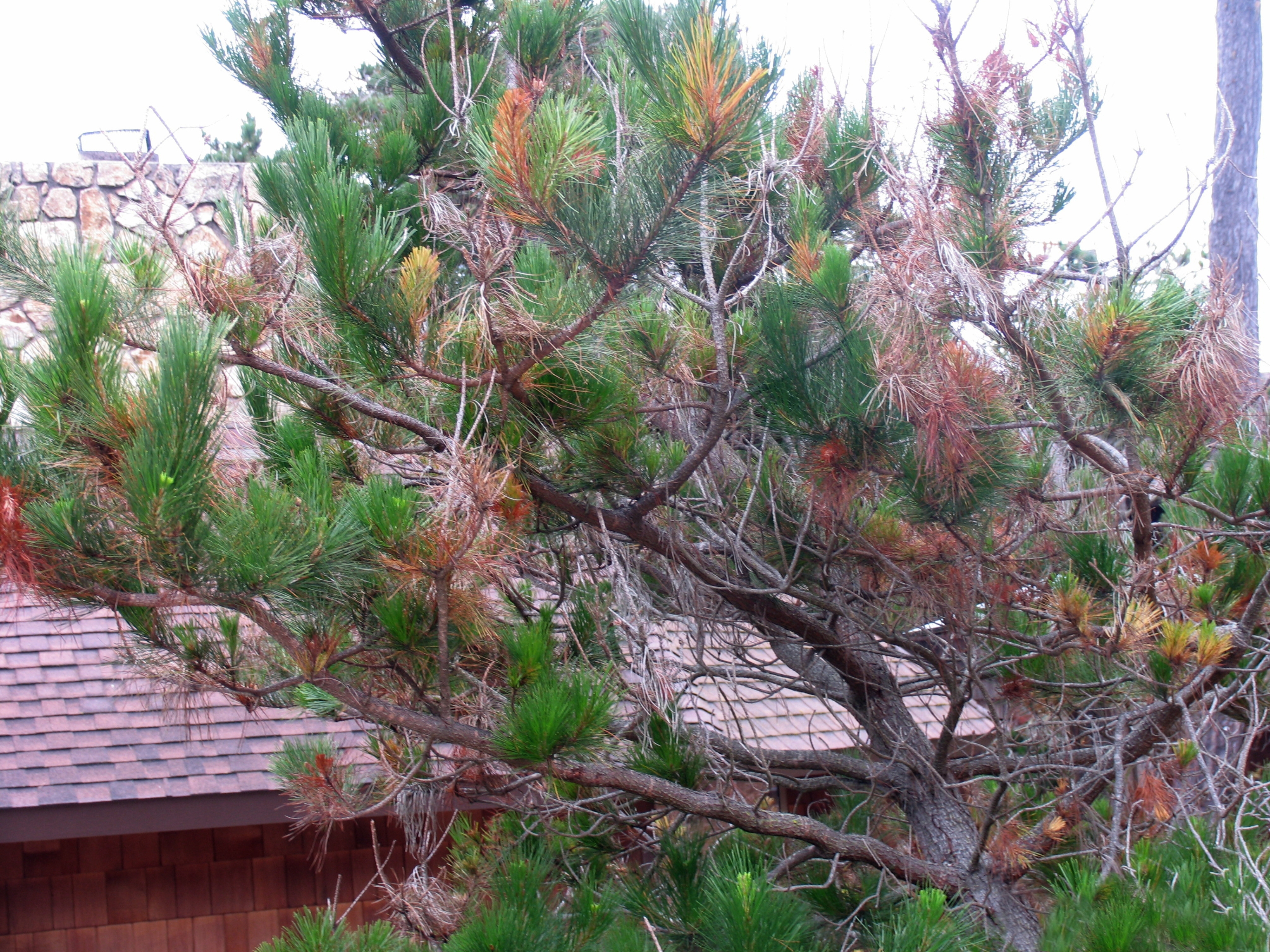
漏脂胴枯病により枝葉の枯死が見られるモンチコラマツ P. monticola
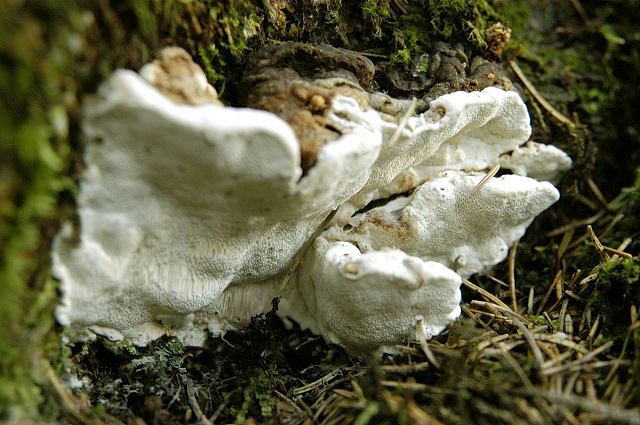
マツノネクチタケ

## 人間との関係
辺材は淡い色をしており、心材はそれよりもやや濃く淡い褐色を示す。生長の良い若い木では辺材が大部分を占める。年輪はあまり明確ではなく、肌目は均一である。乾燥は早くて狂いも少ない。加工性も良好で、比重の割には強いが耐久性は低いとされる。
木材として利用する場合、一般的には薬剤処理が扱われ、浸したり圧力をかける処理が行われる。このような処理を受けたものは、下見板、柱、桁、合板などとして家の建築用材やコンクリートの型枠材、木造ボートを作るのに使われる。ボートに用いるときは多くの場合、防水処理のためにエポキシ樹脂でコーティングされる。品質が低いものについては破砕処理され、ウッドチップになる。チップは製紙原料としてリグニンの除去、漂泊処理などを受けてパルプになったり、微細なチップを高温高圧条件で接着したパーティクルボードの原料となる。パーティクルボードは遮音性に優れるので、フローリングなどに使用される。
本種を中心に林業を行っているニュージーランドやチリから輸入される木材は財務省の貿易統計、林野庁の木材需給表などでも「その他」で括られずに個別の値が出ている。一例として日本に輸入されるニュージーランド材についてみてみると、平成12年度(2000年)に日本がニュージーランドから輸入している木材は丸太換算にして約4300千 m3強（全輸入量の4.4%）である。ニュージーランドからの輸入はこの年をピークに減少しており、平成20年(2008年)のそれは約3000千 m3（同3.8%）となっている。平成12年度の内訳は丸太が1843千 m3（このうち製材用丸太が1058千 m3）で、製材品が433千 m3（丸太換算）となっている。

## 関連項目

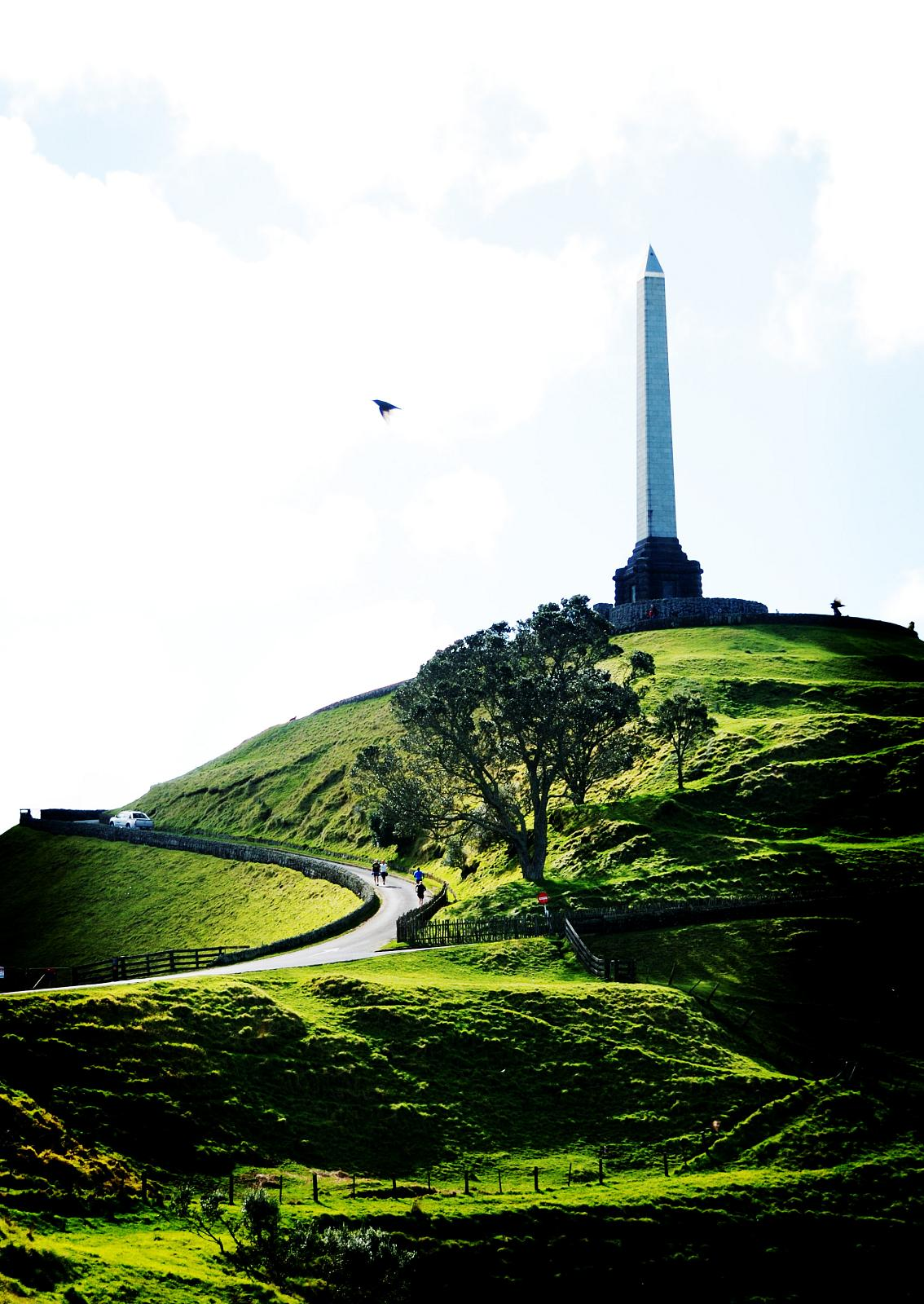
記念碑の立つ丘の頂